# Chequers
Chequers ou Chequers Court (en français : manoir de Chequers) est la résidence de villégiature du Premier ministre du Royaume-Uni, située à Ellesborough, aux pieds des Chilterns, dans le comté du Buckinghamshire.

## Historique
Ce manoir du XVIe siècle est successivement la propriété de différentes familles de l'aristocratie terrienne anglaise. En 1912, il est acquis par le vicomte Arthur Lee et son épouse. Au cours de la Première Guerre mondiale, la demeure sert d'hôpital militaire, puis de maison de convalescence pour les officiers. À la fin de la guerre, le couple Lee, alors sans enfant, décide de mettre en vente le manoir et son domaine. Après de longues discussions avec le Premier ministre David Lloyd George, la nation décide de l'acquérir grâce au Chequers Estate Act 1917.
Le manoir de Chequers est la résidence de campagne du chef du gouvernement britannique de sa Majesté, depuis le départ effectif du couple Lee le 8 janvier 1921.
Au cours de la guerre, Winston Churchill y viendra souvent en famille, y passant trois Noëls. C'est là que se tiendra le 1er décembre 1940 le repas de baptême du « petit Winston » (son petit-fils), qui y est né le 10 octobre.
Le 12 juillet 2018 y est publié par le gouvernement britannique le plan de Chequers, livre blanc passant en revue ses propositions sur la future relation avec l'Union européenne (UE) après le Brexit.